# Пау Рібес
Пау Рібес (ісп. Pau Ribes, 1 вересня 1995) — іспанський плавець.
Призер Чемпіонату Європи з водних видів спорту 2016, 2018, 2020 років.